# Dave Ellett
David George John Ellett (né le 30 mars 1964 à Cleveland, dans l'État de l'Ohio aux États-Unis) est un joueur professionnel retraité de hockey sur glace évoluant à la position de défenseur.

## Carrière
Bien que né aux États-Unis, Ellett passe son enfance au Canada, pays d'origine de son père, l'ancien joueur Bob Ellett. Réclamé au quatrième tour du repêchage de la LNH de 1982 par les Jets de Winnipeg alors qu'il évolue pour les Sénators junior d'Ottawa, club de la Ligue de hockey junior du centre de l'Ontario, Dave Ellett quitte la saison suivante pour l'Université d'état de Bowling Green et leur club, les Falcons.
Après deux saisons avec ces derniers, où il obtient une nomination dans la deuxième équipe d'étoiles de la Central Collegiate Hockey Association en plus de décrocher une place sur l'équipe d'étoiles du tournoi de championnat de la NCAA en 1984, il devient joueur professionnel en rejoignant les Jets avec qui il restera durant les six saisons suivantes.
Échangé aux Maple Leafs de Toronto lors de la saison 1990-1991, il aide ceux-ci à atteindre les finales de conférence à deux reprises, soit en 1993 et 1994. À sa dernière année de contrat, il passe avec Doug Gilmour aux mains des Devils du New Jersey lors de la saison 1996-1997, il rejoint l'été suivant en tant qu'agent libre les Bruins de Boston où il reste deux saisons puis en dispute une dernière avec les Blues de Saint-Louis avant de se retirer de la compétition.

### Statistiques en club
| Saison     | Équipe                   | Ligue      |       | Saison régulière | Saison régulière | Saison régulière | Saison régulière | Saison régulière |    | Séries éliminatoires | Séries éliminatoires | Séries éliminatoires | Séries éliminatoires | Séries éliminatoires |
| Saison     | Équipe                   | Ligue      | PJ    | B                | A                | Pts              | Pun              | PJ               | B  | A                    | Pts                  | Pun                  |                      |                      |
| 1981-1982  | Sénators junior d'Ottawa | LHJCO      | 47    | 8                | 33               | 41               | 118              |                  |    |                      |                      |                      |                      |                      |
| 1982-1983  | Falcons de Bowling Green | CCHA       | 40    | 4                | 13               | 17               | 34               |                  |    |                      |                      |                      |                      |                      |
| 1983-1984  | Falcons de Bowling Green | CCHA       | 43    | 15               | 39               | 54               | 96               |                  |    |                      |                      |                      |                      |                      |
| 1984-1985  | Jets de Winnipeg         | LNH        | 80    | 11               | 27               | 38               | 85               | 8                | 1  | 5                    | 6                    | 4                    |                      |                      |
| 1985-1986  | Jets de Winnipeg         | LNH        | 80    | 15               | 31               | 46               | 96               | 3                | 0  | 1                    | 1                    | 0                    |                      |                      |
| 1986-1987  | Jets de Winnipeg         | LNH        | 78    | 13               | 31               | 44               | 53               | 10               | 0  | 8                    | 8                    | 2                    |                      |                      |
| 1987-1988  | Jets de Winnipeg         | LNH        | 68    | 13               | 45               | 58               | 106              | 5                | 1  | 2                    | 3                    | 10                   |                      |                      |
| 1988-1989  | Jets de Winnipeg         | LNH        | 75    | 22               | 34               | 56               | 62               |                  |    |                      |                      |                      |                      |                      |
| 1989-1990  | Jets de Winnipeg         | LNH        | 77    | 17               | 29               | 46               | 96               | 7                | 2  | 0                    | 2                    | 6                    |                      |                      |
| 1990-1991  | Jets de Winnipeg         | LNH        | 17    | 4                | 7                | 11               | 6                |                  |    |                      |                      |                      |                      |                      |
| 1990-1991  | Maple Leafs de Toronto   | LNH        | 60    | 8                | 30               | 38               | 69               |                  |    |                      |                      |                      |                      |                      |
| 1991-1992  | Maple Leafs de Toronto   | LNH        | 79    | 18               | 33               | 51               | 95               |                  |    |                      |                      |                      |                      |                      |
| 1992-1993  | Maple Leafs de Toronto   | LNH        | 70    | 6                | 34               | 40               | 46               | 21               | 4  | 8                    | 12                   | 8                    |                      |                      |
| 1993-1994  | Maple Leafs de Toronto   | LNH        | 68    | 7                | 36               | 43               | 42               | 18               | 3  | 15                   | 18                   | 31                   |                      |                      |
| 1994-1995  | Maple Leafs de Toronto   | LNH        | 33    | 5                | 10               | 15               | 26               | 7                | 0  | 2                    | 2                    | 0                    |                      |                      |
| 1995-1996  | Maple Leafs de Toronto   | LNH        | 80    | 3                | 19               | 22               | 59               | 6                | 0  | 0                    | 0                    | 4                    |                      |                      |
| 1996-1997  | Maple Leafs de Toronto   | LNH        | 56    | 4                | 10               | 14               | 34               |                  |    |                      |                      |                      |                      |                      |
| 1996-1997  | Devils du New Jersey     | LNH        | 20    | 2                | 5                | 7                | 6                | 10               | 0  | 3                    | 3                    | 10                   |                      |                      |
| 1997-1998  | Bruins de Boston         | LNH        | 82    | 3                | 20               | 23               | 67               | 6                | 0  | 1                    | 1                    | 6                    |                      |                      |
| 1998-1999  | Bruins de Boston         | LNH        | 54    | 0                | 6                | 6                | 28               | 8                | 0  | 0                    | 0                    | 4                    |                      |                      |
| 1999-2000  | Blues de Saint-Louis     | LNH        | 52    | 2                | 8                | 10               | 12               | 7                | 0  | 1                    | 1                    | 2                    |                      |                      |
| Totaux LNH | Totaux LNH               | Totaux LNH | 1 129 | 153              | 415              | 568              | 985              | 116              | 11 | 46                   | 57                   | 87                   |                      |                      |

### Statistiques en équipe nationale
| Année | Équipe     | Compétition |    | PJ | B | A | Pts | Pun               |  | Résultat |
| 1987  | États-Unis | C.C.        | 0  |    |   |   |     | 5e place          |  |          |
| 1989  | Canada     | CM          | 10 | 4  | 2 | 6 | 14  | Médaille d'argent |  |          |

## Honneurs et trophées
- Central Collegiate Hockey Association
  - Nommé dans la deuxième équipe d'étoiles en 1984.
- NCAA
  - Nommé dans l'équipe d'étoiles du tournoi de championnat en 1984.
- Ligue nationale de hockey
  - Invité au Match des étoiles en 1989 et 1992.

## Transactions en carrière
- Repêchage de la LNH 1982 : réclamé par les Jets de Winnipeg (4e choix de l'équipe, 75e choix au total).
- 10 novembre 1990 : échangé par les Jets avec Paul Fenton aux Maple Leafs de Toronto en retour d'Ed Olczyk et Mark Osborne.
- 25 février 1997 : échangé par les Maple Leafs avec Doug Gilmour et le choix de troisième ronde des Devils au repêchage de 1999 (choix acquis précédemment, les Devils sélectionnent avec ce choix Andre Lakos) aux Devils du New Jersey en retour de Jason Smith, Steve Sullivan et des droits sur Alyn McCauley.
- 29 juillet 1997 : signe à titre d'agent libre avec les Bruins de Boston.
- 22 octobre 1999 : signe à titre d'agent libre avec les Blues de Saint-Louis.
- 8 septembre 2000 : annonce son retrait de la compétition.

## Parenté dans le sport
Il est le fils de l'ancien hockeyeur Bob Ellet qui évolua notamment dans la Ligue américaine de hockey avec les Barons de Cleveland.